# カンザスシティ・ロイヤルズ
カンザスシティ・ロイヤルズ（英語: Kansas City Royals、略称: KC）は、メジャーリーグベースボール（以下、MLB）アメリカンリーグ中地区所属のプロ野球チーム。ミズーリ州カンザスシティにあるカウフマン・スタジアムを本拠地として使用している。

## 概要
1969年から拡張球団（エクスパンション）としてシアトル・パイロッツ（現:ミルウォーキー・ブルワーズ）と共にアメリカンリーグに参入した。1年目は地区4位（6チーム中）に沈んだが、3年目となる1971年には勝率5割を達成。8年目の1976年には初の地区優勝を達成。その後、1980年代までは強豪チームの一角としての地位を確保。1976年からの10年間に地区優勝6度を含み7回プレーオフに出場、プレーオフを逃した年も全て地区2位か3位（7チーム中）、とほぼ毎年優勝争いに加わった。
その間、1981年に来日し、ジョージ・ブレットの強打で日本のファンにも強い印象を残した。1985年には、セントルイス・カージナルスとのワールドシリーズで1勝3敗から逆転し、初のワールドチャンピオンに輝いた。パイロッツが1年目から大きくつまずき、1年でミルウォーキーに移転、その後も低迷を続けたのとは対照的に、安定した強さを誇り続けたため「拡張球団の理想」とされた。
ところが、1990年代以降はチームの象徴的存在であったブレットの引退に足並みを合わせるようにチームは下降線を辿っていった。かつての栄光は見る影もなく、1996年に球団史上初の最下位に沈み2002年から2006年までの5年間で4度シーズン100敗を記録した。1986年以降2013年までの28年連続でポストシーズン進出を逃していたが、これは（MLBだけでなく）北米プロスポーツ史上2位の不名誉な記録だった（なお1位はモントリオール・エクスポズ／ワシントン・ナショナルズの30年（1982年-2011年））。
しかし、こうしたチーム事情を逆手にとってドラフト等で有望な若手選手を獲得・育成し、積極的に起用してきた。ジョニー・デイモン、ジャーメイン・ダイ、カルロス・ベルトラン、ザック・グレインキーら数々の有名選手がこの球団で飛躍のきっかけを掴み、他球団へと巣立っていった。
こうした若手選手の育成と積極的なトレード補強が実り、2013年には10年ぶりの勝率5割を達成し2014年には29年ぶりにワイルドカードでポストシーズンへ進み、リーグ優勝を果たす。2015年には30年ぶりの地区優勝を果たすと、ニューヨーク・メッツとのワールドシリーズも4勝1敗で制し、2度目のワールドチャンピオンに輝いた。

## 球団の歴史

### 球団創設
1955年から1967年までミズーリ州カンザスシティにはカンザスシティ・アスレチックス（後のオークランド・アスレチックス）が本拠地を構えていたが、1967年のシーズン限りでアスレチックスはカリフォルニア州オークランドに移転する。1年を挟んだ1969年、MLBの球団拡張に伴ってカンザスシティに新たなチームが創設されることとなった。初代オーナーにはユーイング・カウフマンが就任し、球団名はカンザスシティ・ロイヤルズに決定。本拠地球場はアスレチックスが使用していたのに引き続きミュニシパル・スタジアムとなった。また同年には東西2地区制が導入され、ロイヤルズはアメリカンリーグ西地区に所属することとなった。
チームの初試合は4月8日、ミネソタ・ツインズを本拠地に迎え、延長12回の末に4対3でサヨナラ勝ちを収めた。なおこの試合では新人のルー・ピネラが5打数4安打の固め打ちの活躍をみせている。また翌4月9日も延長17回までもつれ込み、最終的に4対3で2試合連続のサヨナラ勝ちとなった。しかし、その後は負けが込むようになり、最終的に69勝93敗で地区4位で1年目のシーズンを終えた（逆に開幕2連敗を喫したツインズはこの年に地区優勝を果たしている）。また開幕戦で大活躍だったピネラはシーズンでは打率.282を記録し、新人王に輝いている。
1970年は65勝97敗と前年を下回る成績となり、シーズン途中にはボブ・レモンが監督に就任する。翌1971年にはレモン監督の下で85勝76敗と初めて勝ち越してシーズンを終えた。1973年にはジャック・マキーオンが監督に就任した（マキーオンは2003年に74歳というMLB史上3番目の高齢でフロリダ・マーリンズの監督を務め、チームをワールドシリーズ制覇に導いている）。また本拠地球場もロイヤルズ・スタジアムに移した。ロイヤルズ・スタジアムは広い外野と人工芝を持つ球場で、ロイヤルズの選手達はここで持ち前の機動力野球を存分に発揮した。更にこの頃には、後に名打撃コーチとしてその名を知られるチャーリー・ラウの指導の下でクッキー・ロハスら中堅選手が加入後にかつての輝きを取り戻し、更にはジョージ・ブレット、フランク・ホワイトといった若手選手も台頭し始めてチームも安定した戦いぶりをみせる。しかし、当時の西地区はアスレチックスが全盛期を誇っており、ロイヤルズはアスレチックスに次ぐ2番手という位置づけだった。

### 強豪球団として
1975年のシーズン途中でマキーオンに代わりホワイティ・ハーゾグが監督に就任した。ハーゾグの下でチームの機動力や守備力は更に昇華し、ロイヤルズにはブレットやホワイトに加え、ウィリー・ウィルソン、エイモス・オーティス、アル・コーウェンズ、ハル・マクレーといった機動力と守備力を兼ね備えた選手達が名を連ねた。1976年には2位アスレチックスを振り切って初の地区優勝。同年にはブレットが打率.333で首位打者に輝いた。リーグチャンピオンシップシリーズではニューヨーク・ヤンキースと対戦したが、2勝2敗で迎えた最終戦でサヨナラ負けを喫した。1977年には102勝60敗という圧倒的な成績で地区2連覇、翌1978年もカリフォルニア・エンゼルス、テキサス・レンジャーズを振り切り、地区3連覇を果たした。しかし、続くリーグチャンピオンシップシリーズではいずれの年もヤンキースに敗れ、三度ヤンキースにリーグ優勝を阻まれることとなった。
1979年は地区2位に終わり、翌1980年には新たにジム・フライが監督に就任する。同年にはブレットがシーズン終盤まで打率4割を維持し、最終的に打率.390という高打率を記録（戦後ではアメリカンリーグ最高）、またウィルソンも球団記録となる133得点、230安打を記録した。彼らの活躍もありチームも4度目の地区優勝を果たし、リーグチャンピオンシップシリーズでは再びヤンキースと相まみえた。そしてヤンキースに2連勝し王手をかけた第3戦、ヤンキースのクローザーだったリッチ・ゴセージからブレットが逆転の3ランを放ち、初のリーグ優勝を決めた。しかし、ワールドシリーズではマイク・シュミット擁するフィラデルフィア・フィリーズに2勝4敗で敗れ、ワールドチャンピオンはならなかった。
1981年には50日間に及ぶストライキによってシーズンが前後期制となり、前期は20勝30敗と不調が続いた。そのため後期にはフライに代わり、前年までヤンキースの監督を務めたディック・ハウザーが監督に就任する。その後チームも盛り返して後期優勝を果たすものの、前期優勝したアスレチックスとのディビジョン・シリーズでは3連敗で敗れ去った。1982年、1983年と2年連続で地区2位だったが、1983年のシーズン途中には有名なパインタール事件が起きている。またシーズン後にはウィルソン、バイダ・ブルー、ウィリー・エイキンズ、ジェリー・マーティンの4選手によるコカインの使用が発覚し、ブルーを除いた3選手に対してMLBコミッショナーのボウイ・キューンが1年間の出場停止処分を科したが、その後に見直されて1984年5月に処分が解除された。

### 初の世界一

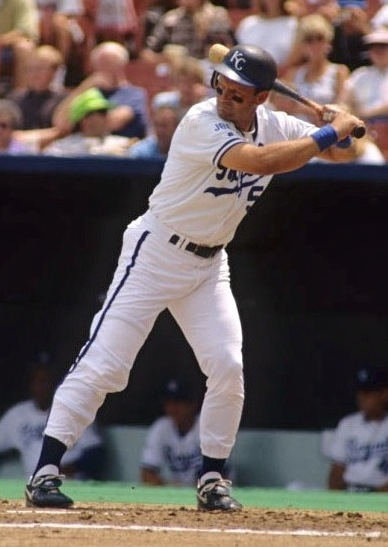
ジョージ・ブレット（1990年）

1984年、ブレット・セイバーヘイゲンが19歳でメジャーデビュー。この年は防御率3.48、10勝11敗という成績を残し、その才能を見せ付けた。またチームも3年ぶりに地区優勝を果たすが、リーグチャンピオンシップシリーズでデトロイト・タイガースに3連敗を喫した。翌1985年にはセイバーヘイゲンが防御率2.87、20勝6敗でサイ・ヤング賞を獲得すると、ブレットも打率.335・30本塁打・112打点と素晴らしい成績を残す。チームもシーズン終盤までエンゼルスと激しい首位争いを演じたが、最終的に1ゲーム差で逃げ切って6度目の地区優勝を決めた。リーグチャンピオンシップシリーズではトロント・ブルージェイズと対戦し、1勝3敗と追い込まれたが、その後は3連勝でリーグ優勝を決めた。2度目の挑戦となったワールドシリーズではセントルイス・カージナルスと対戦。このシリーズでも1勝3敗と追い込まれたが、第6戦での誤審（世紀の誤審を参照）も味方し、ロイヤルズが2連勝した。最終戦ではセイバーヘイゲンが完封勝利を収め、創設17年目にして初のワールドチャンピオンに輝いた。
1986年のシーズン途中にはハウザーが体調不良によって監督を辞任。マイク・フェラーロが代行監督を務めたが、この年は76勝86敗と負け越した。
翌1987年6月17日にはハウザーが51歳という若さで亡くなり、同年にはハウザーの背番号である10番が永久欠番に指定された。この間1986年にはボー・ジャクソンがメジャーデビュー。マルチアスリートとして同時期にNFLのロサンゼルス・レイダースでもプレーし話題を呼んだ。また1990年にはブレットが打率.329で首位打者を獲得し、3つの年代（1976年、1980年、1990年）で首位打者を獲得した唯一の選手となった。しかし、この年には地区6位（7チーム中）に沈み、翌1991年も地区6位となった。1993年限りでブレットが引退、それ以外の選手も次々と退団し、チームの黄金時代は幕を閉じることとなる。

### 長期低迷
1994年、3地区制導入によりアメリカンリーグ中地区に移動した。この年はシカゴ・ホワイトソックスやクリーブランド・インディアンスと首位争いを演じていたが、232日間に及ぶ長期ストライキによってシーズンが中断される。
1995年は地区2位でシーズンを終えたが、首位インディアンスとは30ゲーム差という大差がついた。
1996年にはついに球団創設以来初めて地区最下位に沈んだ。1997年も64勝97敗と大きく負け越し、2年連続で最下位となった。
1998年にはタンパベイ・デビルレイズとアリゾナ・ダイヤモンドバックスが新加盟することに伴い、アメリカンリーグ中地区所属の球団をナショナルリーグに移籍することになった際（試合のない球団が極力発生しないように、両リーグとも球団数を偶数にする必要があったため。ただし2013年から両リーグ15球団ずつになった）、ロイヤルズはナショナルリーグ移動球団の第一候補とされた。しかし、ロイヤルズはアメリカンリーグ残留を表明し、これは回避された（その代わり、ミルウォーキー・ブルワーズがナショナルリーグへ移動した）。
2000年以降、チーム状況はより深刻なものとなる。
2002年には初めてシーズン100敗（62勝）を記録し、シーズン中に監督が2人も交代する事態となった。
2003年こそ勝率5割を上回ったが、翌年から3年連続でシーズン100敗を記録し、いずれも最下位でシーズンを終えた。
2007年はアレックス・ゴードン、ビリー・バトラーといった若手選手の奮起もあり、4年連続のシーズン100敗こそ回避したものの、69勝93敗で最下位となった。
2008年からは北海道日本ハムファイターズで監督経験のあるトレイ・ヒルマンが指揮を執った。また千葉ロッテマリーンズからフリーエージェントとなった薮田安彦を2年600万ドルの契約で獲得した。最終的にチームは地区4位となり、劇的な回復には至らなかったものの、5年連続の最下位は免れた。
2009年はクリーブランド・インディアンスと同率最下位（4位）に終わった。
2010年は序盤より最下位に沈み、5月13日にはヒルマン監督は成績不振のため解任され、後任には元ブルワーズ監督のネッド・ヨストが就任した。
2011年はシーズン前にエースのザック・グレインキーとショートのユニエスキー・ベタンコートをブルワーズに放出し、有望株アルシデス・エスコバーを軸に4人を得た。最初は若い選手の活躍もあり一時は2位まで上がる快進撃を見せたが、4位に終わった。しかし、メルキー・カブレラ、ジェフ・フランコーアなどが復活または自己最高の成績を残した。サードからレフトに転向したアレックス・ゴードンはゴールド・グラブ賞を獲得するなどブレークした。
2012年からオフにかけてはグレインキー放出後の課題であった先発投手としてジェレミー・ガスリー、アービン・サンタナ、ジェームズ・シールズを獲得。
2013年は、投手陣がリーグトップのチーム防御率（3.45）を記録するなど奮闘し、シーズン終盤までワイルドカード出場権を争い、勝率は10年ぶりに5割に達するなど飛躍のシーズンとなった。

### 復活
2014年は、6月に20年ぶりの10連勝を達成する等、アメリカンリーグ中部地区の覇者デトロイト・タイガースとシーズン終盤まで優勝争いをし長い低迷期に終止符を打つことになる。最終的にはタイガースに中部地区4連覇を許すが、9月26日には29年ぶりにワイルドカードでポストシーズンへ進出が決定。
9月30日のワイルドカードゲームでは9-8でオークランド・アスレチックスに勝利しプレーオフへと勝ち進むと、勢いは止まらず、アメリカンリーグディビジョンシリーズ（ALDS）でアスレチックスの地区3連覇を阻止し、リーグ最高勝率で5年ぶりに西部地区を制覇したロサンゼルス・エンゼルスもスウィープ（無敗で突破）しアメリカンリーグ優勝決定シリーズ（ALCS）に進出すると、東部地区を制覇したボルチモア・オリオールズもスウィープし、1985年以来3度目となるアメリカンリーグ優勝を果たした。
2012年にワイルドカードが2枠になって以降、ワイルドカードゲームを制したチームがディビジョンシリーズ（LDS）を制したこと、リーグ優勝決定シリーズ（LCS）を制したことは史上初だった。更に1995年にワイルドカード制度が導入されてからLDSとLCSをいずれもスウィープしたのも、ワイルドカードでのポストシーズン進出チームが1枠になった時代も合わせてアメリカンリーグでは史上初だった。特にワイルドカードゲームからALDS第2戦まで、ポストシーズンで史上初めて3試合連続で延長戦を制しての勝利となった。またそのシーズンのポストシリーズ初戦（アスレチックスとのワイルドカードゲーム）から8連勝したのも史上初だった。
12年ぶりにワイルドカード同士の対決となったWS（ワールドシリーズ）では、ナショナルリーグ最多20回目のリーグ優勝を成し遂げたサンフランシスコ・ジャイアンツと対戦。初戦に敗れた事で、連勝が8でストップ。最終的にはジャイアンツに世界一を攫われるが、3勝4敗で最終戦も2-3の敗戦と過去4年で2度の世界一を誇るチームを相手に土俵際まで追い詰める充実のシーズンとなった。
オフには、打撃陣はテキサス・レンジャーズからアレックス・リオスを、シアトル・マリナーズからケンドリス・モラレスを、ピッツバーグ・パイレーツからエディンソン・ボルケスを、アトランタ・ブレーブスからクリス・メドレン等をそれぞれ獲得した。一方で、ビリー・バトラーがオークランド・アスレチックスに、ジェームズ・シールズがサンディエゴ・パドレスに、青木宣親がサンフランシスコジャイアンツに移籍した。
2015年は、開幕6連勝を飾った。また、組織票によりシンシナティ・レッズのホーム・グレート・アメリカン・ボール・パークで行われる同年のMLBオールスターゲームのファン投票第3回中間発表で、セカンドを守るヒューストン・アストロズのホセ・アルトゥーベと、外野手部門の一角（センターを守り、外野手部門で2位だったエンゼルスのマイク・トラウト）以外の全ポジションに自チームの7人（キャッチャーのサルバドール・ペレス、ファーストのエリック・ホズマー、サードのマイク・ムスタカス、ショートのアルシデス・エスコバー、レフトのロレンゾ・ケイン、ライトのアレックス・ゴードン、指名打者のモラレス）が入り、その1週間後に発表された第4回中間発表でセカンドのアルトゥーベを逆転してオマー・インファンテが入り、当時外野手部門2位だったトラウト以外の8人が入るといった行為があり物議を醸した。
同年もホームランは139本とリーグでは2番目に少ないながらも、リーグ2位の104盗塁とリーグ最少の973三振と長打の少なさを機動力やバットに当てる技術で補う野球は健在で30年振りの地区優勝を果たし、5割8分6厘と最高勝率で2年連続のポストシーズン進出となった。
2年連続のポストシーズンとなったALDSではワイルドカードゲームを制したアストロズと対決。第2戦では8回以降に4点差以上を逆転するなど接戦を制した。
東部地区を制覇したトロント・ブルージェイズとのALCSに2年連続で進出すると、カンザスシティでの2戦を連勝。敵地で2敗は喫したものの、1勝2敗で凌ぎ先に王手をかけた状態でカウフマン・スタジアムに戻っての第6戦を4-3で競り勝ち、2年連続4回目のリーグ優勝。ニューヨーク・メッツとのWSに進出した。
カウフマン・スタジアムで開幕したWSでは1番のエスコバーが史上2人目の初球先頭打者による走塁本塁打から始まり、ワールドシリーズ史上最長タイの14回まで縺れた末にサヨナラ勝ちを収めると、続く2戦目も7-1で大勝を飾った。舞台をシティ・フィールドに移しての3戦目こそ敗れたものの、4戦目は5回までに1-3とビハインドながら6回に1点を奪い、2-3で迎えた8回にこの回先頭の2人が立て続けに四球を選び、4番・ホズマーのセカンドゴロがエラーとなり同点。更に2者続けてタイムリーヒットを放って逆転勝ち。

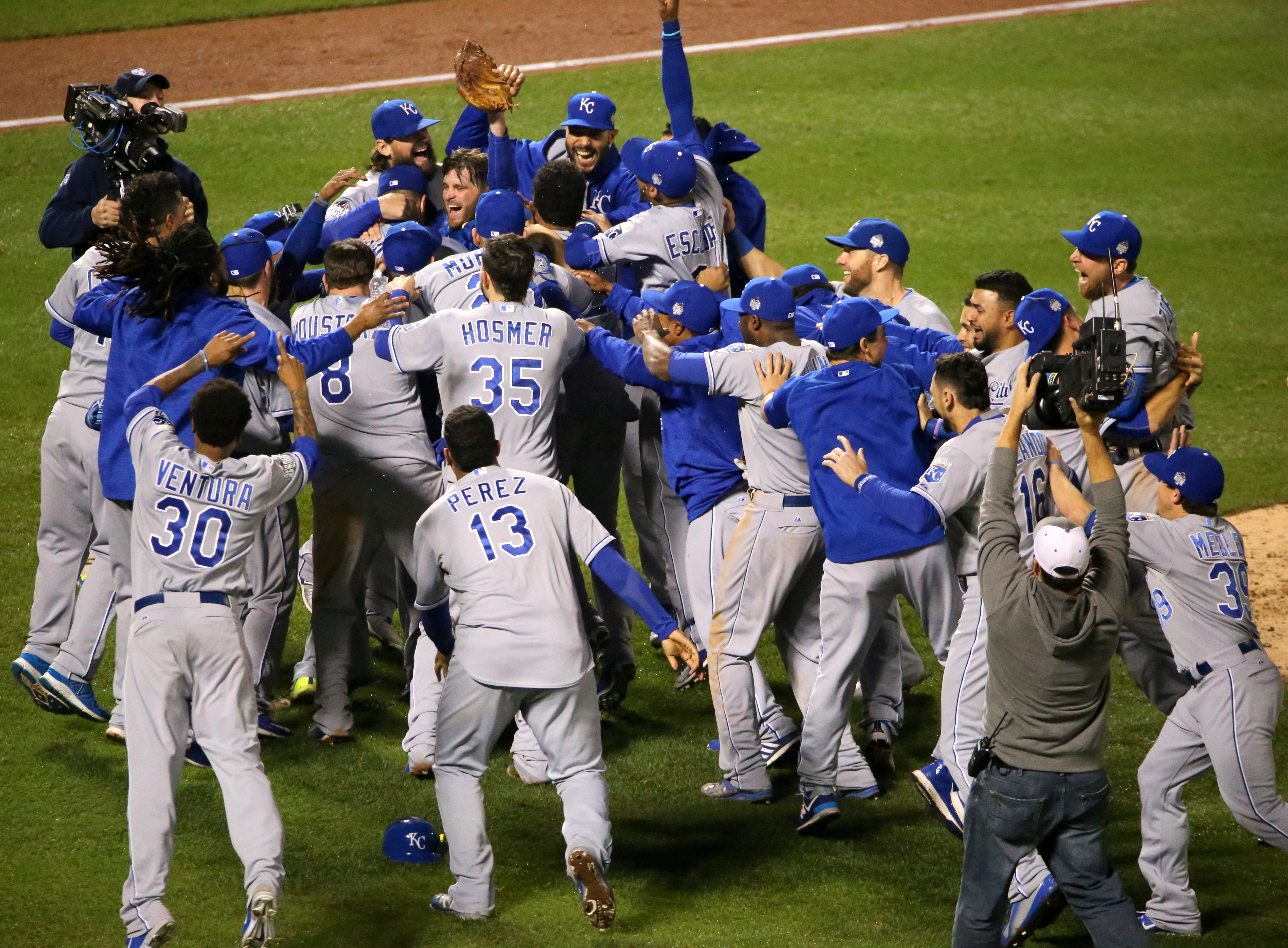
ワールドシリーズを制したロイヤルズ(2015年)

30年ぶりのワールドチャンピオンに王手をかけた第5戦。第1戦でも先発したハービーに9回まで0-2と完全に抑え込まれた状況で、先頭のケインが出塁、続くホズマーがレフトオーバーのタイムリー2塁打を放ち1点差。続くムスタカスが進塁打を放ち1死3塁で6番・ペレスの打球はサードを守るキャプテン・デビッド・ライトの正面。ライトが1塁に送球したのを見てホズマーがギャンブルスタートで本塁に突っ込むと、これがファースト・ルーカス・ドゥーダの悪送球を招き2試合続けて終盤にビハインドの状況から同点に追いつくと、延長12回表にメッツの5人目アディソン・リードから、クリスチャン・コローンがレフト前ヒットで勝ち越すとそこから更に4点追加。7-2で制し、4試合全てで逆転勝ちを収め、1985年以来2度目の世界一を30年ぶりに勝ち取った。
ワールドチャンピオン連覇を目指す2016年は2015年の9月に発表されたというMLB史上初のワールドシリーズ対戦チーム同士の開幕戦を制し、最高のスタートを切ったものの、レギュラーシーズンは勝率がちょうど5割でアメリカンリーグ中地区3位に終わり、2年連続のワールドシリーズ制覇どころかポストシーズン進出にも失敗した。
2016年1月6日にアレックス・ゴードンと2019年までの4年総額7200万ドルで契約を結んだ。3月1日、サルバドール・ペレスと2021年までの5年総額5250万ドルで契約を延長した。
2017年1月17日ダニー・ダフィーと2021年までの5年総額6500万ドルで契約延長。1月21日にはエースのヨーダノ・ベンチュラを交通事故で亡くす不幸があった。
2017年10月1日のシーズン最終戦、FAとなるエリック・ホズマー、マイク・ムスタカス、ロレンゾ・ケイン、アルシデス・エスコバーの4人が守備で同時に交代して本拠地のファンに別れを告げるシーンがあった（その後、オフにはホズマーとケインは移籍し、ムスタカスとエスコバーは再契約した）。
2019年1月28日にウィット・メリフィールドと2022年までの4年総額1625万ドルで契約延長した。11月21日にはMLB機構のオーナー会議で地元カンザスシティの実業家であるジョン・シャーマンらのグループに売却されることが正式に承認された。
2024年4月、築51年でリース期間残り6年となったカウフマン・スタジアムに代わるダウンタウンでの新球場建設と、NFLのカンザスシティ・チーフスの使用するアローヘッド・スタジアムの大規模改修のための売上税を提案する住民投票が行われ、却下された。

## チーム名の由来
ロイヤルは「国王、王立の」を意味するが、ロイヤルズは地元カンザスシティで1899年から毎年行われている家畜祭（品評展示会に娯楽要素も含めたイベント）「American Royal（アメリカン・ロイヤル）」に由来する（なおアメリカン・ロイヤルの名称は、企画にあたり参考としたイギリスの王立農業学会が主催する品評展示会Royal Showに由来する）。後に誕生するNFLのチーフスやNBAのキングス（現在のサクラメント）はこのroyalというニュアンスを参考にしている。

## 選手名鑑

### アメリカ野球殿堂表彰者
- ジョージ・ブレット (George Brett)
- オーランド・セペダ (Orlando Cepeda)
- ハーモン・キルブルー (Harmon Killebrew)
- ゲイロード・ペリー (Gaylord Perry)

### 永久欠番
| 番号 | 選手                                     | ポジション | 備考                 |
| ---- | ---------------------------------------- | ---------- | -------------------- |
| 5    | ジョージ・ブレット (George Brett)        | 三塁手     | 1994年指定           |
| 10   | ディック・ハウザー (Dick Howser)         | 監督       | 1987年指定           |
| 20   | フランク・ホワイト (Frank White)         | 二塁手     | 1995年指定           |
| 42   | ジャッキー・ロビンソン (Jackie Robinson) | 二塁手     | 全球団共通の永久欠番 |

意図的に使用されていない番号
- 29 - ダン・クイゼンベリー
- 29 - マイク・スウィーニー

### 歴代所属日本人選手
- 55→17 マック鈴木（1999 - 2001年、2002年）
- 27→57 薮田安彦（2008 - 2009年）
- 91 野茂英雄（2008年）
- 23 青木宣親（2014年）

## ロイヤルズ野球殿堂
1986年に設立され、25人が殿堂入りを果たしている。

### 殿堂入り表彰者
- スティーブ・バスビー（1986年）
- エイモス・オーティス（1986年）
- ディック・ハウザー（1987年）
- クッキー・ロハス（1987年）
- ポール・スプリットオフ（1987年）
- デニス・レナード（1989年）
- ハル・マクレー（1989年）
- ジョー・バーク（1992年）
- ラリー・グラ（1992年）
- フレディ・パテック（1992年）
- ユーイング・カウフマン（1993年）
- ジョージ・ブレット（1994年）
- フランク・ホワイト（1995年）
- ムリエル・カウフマン（1996年）
- ジョン・メイベリー（1996年）
- ダン・クイゼンベリー（1998年）
- ホワイティ・ハーゾク（2000年）
- ウィリー・ウィルソン（2000年）
- ジェフ・モンゴメリー（2003年）
- デニー・マシューズ（2004年）
- ブレット・セイバーヘイゲン（2005年）
- マーク・グビザ（2006年）
- アート・スチュワート（2008年）
- ケビン・エイピアー（2011年）
- ジョージ・トマ（2012年）
- マイク・スウィーニー（2015年）

## 傘下マイナーチーム
| クラス | チーム                                                                   | 参加リーグ                                            | 提携   | 本拠地                                                  |
| ------ | ------------------------------------------------------------------------ | ----------------------------------------------------- | ------ | ------------------------------------------------------- |
| AAA    | オマハ・ストームチェイサーズ Omaha Storm Chasers                         | インターナショナルリーグ International League         | 1969年 | ネブラスカ州オマハ ウェルナー・パーク                   |
| AA     | ノースウエストアーカンソー・ナチュラルズ Northwest Arkansas Naturals     | テキサスリーグ Texas League                           | 1995年 | アーカンソー州スプリングデール アーベスト・ボールパーク |
| High-A | クアッドシティーズ・リバーバンディッツ Quad Cities River Bandits         | ミッドウェストリーグ Midwest League                   | 2021年 | アイオワ州ダベンポート モダン・ウッドメン・パーク       |
| Low-A  | コロンビア・ファイヤーフライズ Columbia Fireflies                        | カロライナリーグ Carolina League                      | 2021年 | サウスカロライナ州コロンビア セグラ・パーク             |
| Rookie | アリゾナ・コンプレックスリーグ・ロイヤルズ Arizona Complex League Royals | アリゾナ・コンプレックスリーグ Arizona Complex League | 2021年 | アリゾナ州サプライズ サプライズ・スタジアム             |
| Rookie | ドミニカン・サマーリーグ・ロイヤルズ Dominican Summer League Royals      | ドミニカン・サマーリーグ Dominican Summer League      | 1989年 | ドミニカ共和国 アカデミア・デ・ロイヤルズ               |